# Éparcy
Éparcy település Franciaországban, Aisne megyében. Lakosainak száma 34 fő (2022. január 1.). Éparcy Bucilly, Buire, La Hérie, Hirson és Landouzy-la-Ville községekkel határos.

## Népesség
A település népességének változása:
| Lakosok száma | 62   | 47   | 42   | 46   | 41   | 34   | 30   | 28   | 30   | 34   |
|               | 1968 | 1982 | 1990 | 2006 | 2013 | 2015 | 2017 | 2019 | 2020 | 2022 |